# Abu Hayyan al-Tawhidi
Abū Ḥayyān al-Tawḥīdī (in arabo أبو حيان التوحيدي‎?; Baghdad, 922 o 932 – Shiraz, 1023) è stato un letterato arabo.
Nato in Iraq (Baghdād, Wāsiṭ), oppure in Fārs (Shīrāz) o in Khorāsān (Nīshāpūr), ricevette un'accurata preparazione culturale e giuridica, aderendo in materia di fiqh al madhhab sciafeita.
Si dice che, a causa di certe sue opinioni "ereticheggianti", sia stato avversato dal vizir al-Muḥallabī (m. 963).
Di carattere aspro e poco incline ai compromessi, dovette varie volte affrontare le negative conseguenze dei suoi atteggiamenti.

Grande ammiratore di al-Jāḥiẓ, tra il 961 e il 975 concluse la sua antologia di adab in 10 volumi, chiamata Baṣāʾir al-qudamāʾ, ovvero al-Baṣāʾir wa l-Dhakhāʾir.
Sotto il patronato del suo protettore, Ibn Saʿdān, ben addentro alla corte buwaihide, scrisse numerose altre opere, alcune delle quali di letteratura cortese,  di filologia e di filosofia, come l'al-Muqabasāt, scritto tuttavia quando - caduto in disgrazia e giustiziato il suo patrono - visse in stato di sostanziale povertà.